# Willem Heesen

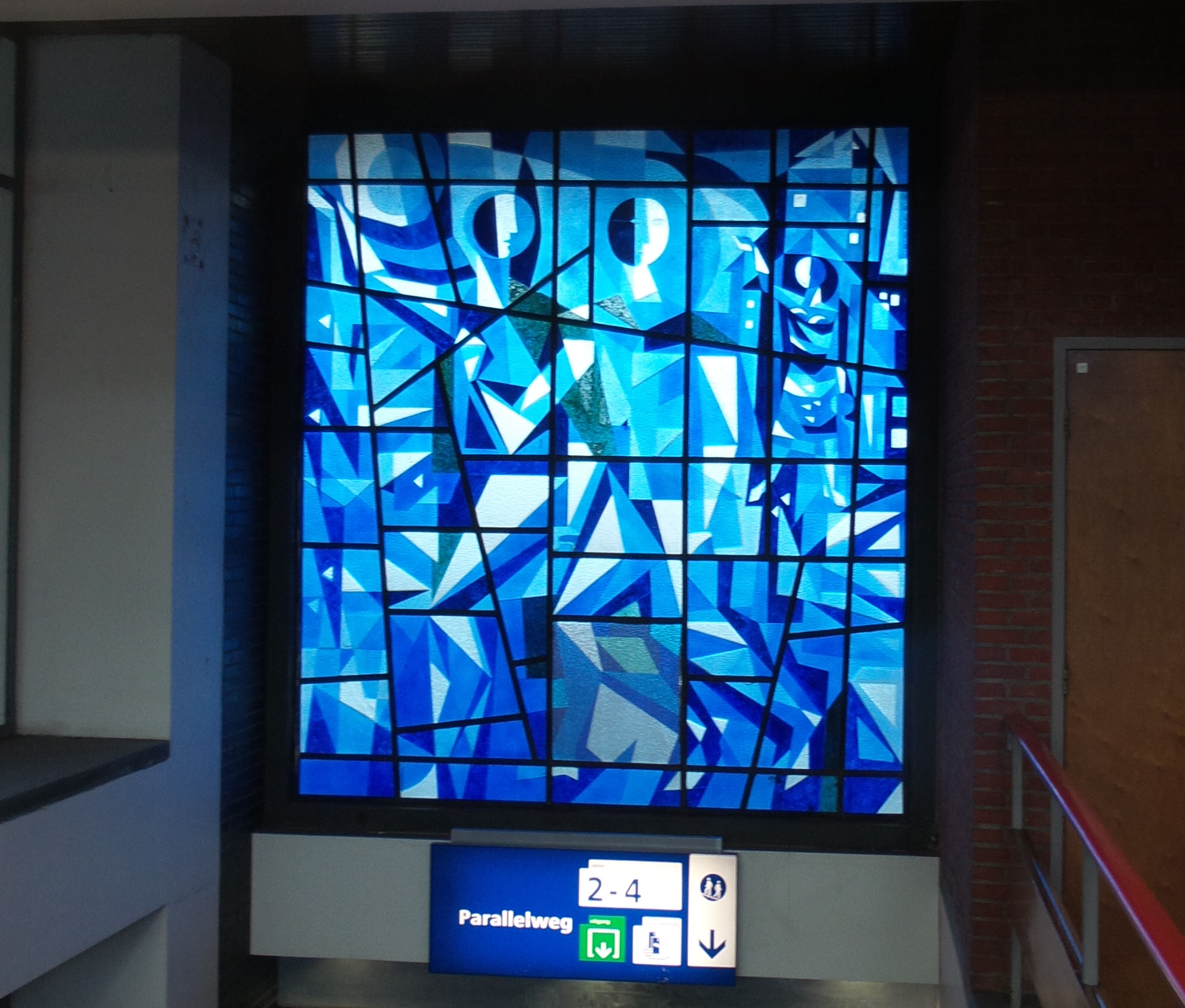
Het vertrek, glas in lood uit 1964 in het station van Almelo

Willem Heesen (Utrecht, 26 februari 1925 - Leerdam, 12 mei 2007) was een Nederlands glaskunstenaar, glasschilder, kunstschilder, beeldhouwer en ontwerper van de glasfabriek Leerdam en De Oude Horn. Hij is een van de pioniers van de vrije glaskunst. Zijn invloed op de studioglasbeweging is onmiskenbaar groot geweest. 
Van 1943 tot 1947 studeerde Heesen aan de Glasschool Leerdam, waar hij een leerling was van en beïnvloed werd door Sybren Valkema. Daarna, in 1947-48, volgde hij een studie aan de Vrije Academie in Den Haag. In de periode van 1947 tot 1977 werkte hij bij de Glasfabriek Leerdam; in 1967, na de pensionering van Andries Copier, werd hij daar hoofdontwerper samen met Floris Meydam. Eerst ontwierp hij gebruiksglas, en vanaf 1960 ook unica.
In 1977 richtte Willem Heesen zijn eigen glasblazerij op in Acquoy, De Oude Horn. Deze kwam vanaf 1995 onder leiding van Bernard Heesen, de zoon van Willem. Studio De Oude Horn werd een broedplaats voor vernieuwende glaskunst; er waren en zijn ook vele andere (glas)kunstenaars te gast.
De natuur vormde een belangrijke inspiratiebron voor Willem Heesen. Hij probeerde deze te vangen in kleurrijke vazen en schalen; daarnaast produceerde hij ook glassculpturen en gefuseerd glas (aan elkaar gesmolten panelen vlakglas).
Werken van hem zijn aangekocht door onder andere het Stedelijk Museum in Amsterdam, het Museum Jan van der Togt, het Museum Arnhem, Museum Boijmans Van Beuningen in Rotterdam en musea in onder andere België, Duitsland, Engeland, Frankrijk en China.